# Bois-Carre British Cemetery
Bois-Carre British Cemetery is een Britse militaire begraafplaats met gesneuvelden uit de Eerste Wereldoorlog en gelegen in de Franse gemeente Thélus in het departement Pas-de-Calais. De begraafplaats werd ontworpen door Reginald Blomfield met medewerking van William Cowlishaw en ligt 720 m ten zuidoosten van het centrum (Église Saint-Ranulphe) langs de weg naar Bailleul-Sir-Berthoult. Het terrein heeft een rechthoekig grondplan met een oppervlakte van 1.898 m² en wordt omsloten door een bakstenen muur. Het Cross of Sacrifice staat op een verhoogde sokkel tegen de westelijke muur. De begraafplaats wordt onderhouden door de Commonwealth War Graves Commission.
Er liggen 508 doden begraven waaronder 54 niet geïdentificeerde.

## Geschiedenis

### Eerste Wereldoorlog
De heuvelrug van Vimy was reeds van oktober 1914 in Duitse handen. Tijdens de grootschalige aanval van het Canadian Corps, met als doel de "Vimy Ridge" op de Duitsers te veroveren, kon Vimy op 9 april 1917 veroverd worden en bleef tot het einde van de oorlog in hun handen. De begraafplaats werd in april 1917 door de 1st Canadian Division aangelegd en tot juni van hetzelfde jaar gebruikt. Tot dan lagen er 61 doden begraven. Na de wapenstilstand werd de begraafplaats gevoelig uitgebreid met graven die afkomstig waren van de omliggende slagvelden en enkele kleinere begraafplaatsen. Deze waren Bumble Trench Cemetery en Vimy Station Cemetery in Vimy, en Canadian Grave (CD 27) in Neuville-Saint-Vaast.
Er liggen 120 Britten (waaronder 10 niet geïdentificeerde) en 382 Canadezen (waaronder 44 niet geïdentificeerde) uit de Eerste Wereldoorlog begraven. Voor 1 Brit en 1 Canadees werden Special Memorials opgericht omdat hun graven niet meer gelokaliseerd konden worden en men aanneemt dat ze zich onder de naamloze grafzerken bevinden. Op twee andere grafzerken staat de tekst Believed to be omdat men niet met zekerheid weet dat het de vernoemde slachtoffers zijn. Tien Canadezen en 3 Britten die oorspronkelijk op andere begraafplaatsen begraven waren, maar waar hun graven door granaatinslagen verloren gingen, worden met 2 Duhallow Blocks herdacht.
Een drietal kilometer ten noordwesten van Thélus werd het monument Canadian National Vimy Memorial opgericht ter ere van de vele Canadese slachtoffers die sneuvelden tijdens de gevechten rond de Vimy heuvelrug.

### Tweede Wereldoorlog
In deze oorlog werden hier nog 6 gesneuvelde Britten begraven. Zij waren leden van de British Expeditionary Force en kwamen om tijdens de Duitse opmars in maart en april 1940.

## Graven

### Onderscheiden militairen
- John Lovell Dashwood, majoor bij de Canadian Infantry en L.L. Richardson, kapitein bij het Royal Flying Corps werden onderscheiden met het Military Cross (MC).
- compagnie sergeant-majoor Alfred Brookes en korporaal A.W. Petty werden onderscheiden met de Distinguished Conduct Medal (DCM).
- de sergeanten F.G. Aldridge en L.J. Elderkin; de korporaals James D. Tait en T. White en de soldaten T. McQuater en G. Pelletier ontvingen de Military Medal (MM).

### Minderjarige militairen
- Arthur Edward Austin en Frank Butts, beide soldaat bij de Canadian Infantry waren 17 jaar toen ze sneuvelden.

### Aliassen
- soldaat William Wood diende onder het alias R. Smith bij het 2nd Canadian Mounted Rifles Battalion.
- soldaat Alexander Neil Mackenzie Morrison diende onder het alias George Payne bij de Canadian Infantry.
- soldaat J. Trodden diende onder het alias J. Burns bij de Canadian Infantry.
- soldaat W. Monpetit diende onder het alias W. Anderson bij de Canadian Infantry.